# Цитокинин
Цитокинини су класа биљних хормона, који имају кључну улогу у регулацији ћелијског циклуса и развићу биљака. Хемијски посматрано, цитокинини су 6-деривати аденина. Присутни су у ниским концентрацијама у свим биљним ткивима, а највише концентрације достижу у ћелијама врха стабла, врху коренова, као и у незрелим семенима. У односу на ћелије које луче цитокинине, дејство ових хормона може бити аутокрино (са дејством на те саме ћелије) и паракрино (делује на суседне или удаљеније ћелије). Цитокинине, сем биљака, синтетишу и модрозелене бактерије, бактерије биљни патогени (попут Agrobacterium tumefaciens), као и амеба Dictyostelium discoideum.